# Łaźno
Łaźno – (Haszno, niem. Haschner See), jezioro w województwie warmińsko-mazurskim, w powiecie oleckim, w gminie Świętajno, na Pojezierzu Ełckim, w dorzeczu rzeki Ełk, na wys. 133,2 m n.p.m., na zachód od Olecka.
Jezioro polodowcowe. Powierzchnia jeziora wynosi 562,4 ha, długość 6200 m, szerokość do 1800 m, a głębokość do 18 m. Jest największym jeziorem w Gminie Świętajno. Najgłębsze miejsca znajdują się w centralnej części akwenu, oddzielone są od siebie ciągiem górek śródjeziornych. Część północno-wschodnia jest płytka – jej głębokość rzadko przekracza 5 m. Jezioro ma rozwiniętą linię brzegową, brzegi niskie, częściowo zalesione, częściowo podmokłe, a wzdłuż wybrzeży sitowie. Pas szuwarów, stanowiący 11% powierzchni jeziora, o szerokości od 10 do 20 m zdominowany jest przez trzcinę pospolitą, dość licznie występuje również oczeret jeziorny i pałka wąskolistna. Roślinność zanurzona i o liściach pływających występuje maksymalnie do 3,5m. Pod względem klasyfikacji rybackiej jest to jezioro sielawowe. Połączenie z sąsiednimi jeziorami: Litygajno, Szwałk Wielki i Piłwąg. Głównym dopływem jest rzeka Czarna Struga, prowadząca wody z J. Pilwąg oraz rzeka Mazurka. Uchodzi tu również kilka innych małych dopływów o charakterze rowów melioracyjnych. Odpływ wód następuje przez rzekę Łaźna Struga, wypływającą z północno-zachodniego krańca zbiornika. Na jeziorze znajduje się jedna wyspa o powierzchni około 1 ha.
W jeziorze występują takie ryby jak: lin, szczupak, sieja, węgorz, leszcz, płoć, sandacz, krasnopióra, krąp, jazgarz. Występują też tutaj takie gatunki zwierząt jak: bóbr, wydra.